# Марко Шолтис
Марко́ Шо́лтис — єдиний опублікований у США роман на русинській мові, автор Емілій Кубек, написаний у 1918—1920 роках. Вперше надрукований у 1922 році в чотиритомнику творів Е. Кубека. Це тритомний твір «Marko Soltys: roman iz zitja Podkarpatskoj Rusi», написаний рідною мовою Кубека — русинським діалектом Пряшівщини (латинським шрифтом). Вийшов роман в чотиритомній збірці товрів «Narodni povisti і stichi» (1922—1923).
Твір розповідає про життя закарпатських лемків, написаний лемківською говіркою з незначною домішкою церковнослов'янських і російських слів (язичіє). Дія «Марка Шолтиса» відбувається, починаючи від 70-х років XIX століття, і закінчується в 1917 році в одному із сіл Пряшівщини. Автор змальовує життя і побут лемків.